# Josef Müller (Theologe, 1931)
Josef Müller (* 30. August 1931 in Freiburg im Breisgau; † 2. Dezember 1998 ebenda) war ein deutscher römisch-katholischer Priester, Theologe und Hochschullehrer. Er lehrte seit 1970 als Universitätsprofessor auf pastoraltheologisch beziehungsweise religionspädagogisch-katechetisch ausgerichteten Lehrstühlen in Bamberg (seit 1970) und in Wien (seit 1972). Von 1982 bis 1996 war Josef Müller Professor für Pastoraltheologie in Freiburg im Breisgau.

## Leben und Werk
Josef Müller entwickelte eine „Pastoral im Lebenszusammenhang“. Er integrierte hierbei humanwissenschaftliche Erkenntnisse in ein umfassendes ekklesiologisches Konzept. Nach Forschungen zur Geschichte der Pastoraltheologie (konkret zu Carl Schwarzel (1746–1809) und Franz Stephan Rautenstrauch) beschäftigte sich Josef Müller schwerpunktmäßig mit der Sakramentspastoral und hier vor allem mit dem Bußsakrament und der Pastoral der Gemeinde. Später thematisierte er insbesondere die Pastoral des Alters und die pastoraltheologische Bedeutung des Films.